# Isshin-ryū

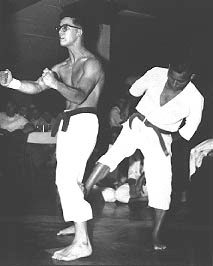
Camp Hansen, Okinawa, 1963

Isshin Ryu (一心流) est l'école de karaté fondée par Tatsuo Shimabuku (島袋 龍夫), le 15 janvier 1956.
C'est un mélange en un style unique, ce qu'il y a de meilleur (selon la conviction Tatsuo Shimabuku) dans le Shorin Ryu et dans le Goju Ryu, incluant aussi les kobudo.
Cette école s'est répandue surtout aux États-Unis, ses premiers adeptes étrangers étant des Marines américains, basés à Okinawa lors de la création de l'école.
L'emblème de l'école est constitué de trois étoiles, symbolisant chacune respectivement, le Shorin Ryu, le Goju Ryu et les kobudo, mais aussi, le « mental », le « physique », et le « spirituel ».